# Phyllophaga fimbriata
Phyllophaga fimbriata är en skalbaggsart som beskrevs av Chapin 1932. Phyllophaga fimbriata ingår i släktet Phyllophaga och familjen Melolonthidae. Inga underarter finns listade i Catalogue of Life.